# Віллі Ернангомес
Віллі Ернангомес (ісп. Willy Hernangómez, нар. 27 травня 1994) — іспанський баскетболіст, бронзовий призер Олімпійських ігор 2016 року.

## Виступи на Олімпіадах
| Олімпіада           | Дисципліна | Місце |
| ------------------- | ---------- | ----- |
| Ріо-де-Жанейро 2016 | баскетбол  | 3     |

## Зовнішні посилання
- Віллі Ернангомес — олімпійська статистика на сайті Sports-Reference.com (англ.) (архівна версія)| - п - о - р Нью-Орлінс Пеліканс — поточний склад                                                                                                                                                     | - п - о - р Нью-Орлінс Пеліканс — поточний склад |
| --- | ------------------------------------------------ |
| 0 Сіброн (ДС) • 1 Вільямсон • 3 Макколлум • 4 Грем • 5 Джонс • 8 Маршалл • 9 Ернангомес • 10 Гейз • 11 Деніелз • 13 Льюїс • 14 Інгрем • 15 Альварадо • 17 Валанчюнас • 22 Ненс • 25 Мерфі • 41 Темпл |                                                  |
| Головний тренер: Грін • Асистенти: Везерспун • Вінсон • Гілл • Коллінс |                                                  |